# SLC51B
SLC51B (англ. Solute carrier family 51 beta subunit) – білок, який кодується однойменним геном, розташованим у людей на короткому плечі 15-ї хромосоми. Довжина поліпептидного ланцюга білка становить 128 амінокислот, а молекулярна маса — 14 346.
| 10         |  | 20         |  | 30         |  | 40         |  | 50         |
| ---------- |  | ---------- |  | ---------- |  | ---------- |  | ---------- |
| MEHSEGAPGD |  | PAGTVVPQEL |  | LEEMLWFFRV |  | EDASPWNHSI |  | LALAAVVVII |
| SMVLLGRSIQ |  | ASRKEKMQPP |  | EKETPEVLHL |  | DEAKDHNSLN |  | NLRETLLSEK |
| PNLAQVELEL |  | KERDVLSVFL |  | PDVPETES   |  |            |  |            |

A: Аланін

D: Аспарагінова кислота

E: Глутамінова кислота

F: Фенілаланін

G: Гліцин

H: Гістидин

I: Ізолейцин

K: Лізин

L: Лейцин

M: Метіонін

N: Аспарагін

P: Пролін

Q: Глутамін

R: Аргінін

S: Серин

T: Треонін

V: Валін

Задіяний у такому біологічному процесі, як транспорт. 
Локалізований у клітинній мембрані, мембрані.